# Kanghwa
Kanghwa ou Ganghwa (hangeul : 강화도 ; hanja : 江華島) est  une île située en mer Jaune, sur la côte ouest de la Corée du Sud et à proximité de la frontière de Corée du Nord.
Elle a une superficie de 302,4 km2 et une population d'environ 65 200 habitants en 2019. Elle fait partie du district de Kanghwa (Ganghwa-gun), une division de la municipalité d'Incheon.

## Géographie
Par la superficie, c'est la cinquième île de Corée du Sud.
Elle est située dans l'estuaire du fleuve Han.
Le point le plus haut est au sommet du Mani-san, à 469 mètres au-dessus du niveau de la mer. 

Localisation de Kanghwa

L'île de Ganghwa est séparée de Gimpo, sur le continent, par un canal étroit, traversé par plusieurs ponts. Au nord-nord-est, le canal principal du fleuve Han constitue la frontière entre l'île et Gaeseong, en Corée du Nord.

## Mythologie
Le roi-dieu légendaire Dangun aurait, dit-on, édifié un autel sur le sommet de Mani-san et aurait offert des sacrifices à ses ancêtres.

## Histoire

### Débuts dans l'Histoire
Du fait de sa position stratégique à l’embouchure du Fleuve Han, l'Île de Ganghwa a souvent joué un rôle clé au cours des événements historiques. 
Au neuvième siècle, le Silla unifié y établit une garnison pour combattre les pirates. Le commandant Wang Geon établit sa réputation militaire dans cette garnison, avant de fonder par la suite le royaume de Goryeo. 
Au treizième siècle, la cour de Goryeo se réfugie sur l'île au moment de l'invasion des forces mongoles en 1232. Après que Goryeo s'est rendu aux Mongols, les forces d'élite sur l'île se soulevèrent, donnant le signal de la rébellion Sambyeolcho. 
Pendant l'invasion mandchoue de 1636, la cour des Chosŏn chercha à suivre l'exemple de Goryeo, mais les réfugiés royaux furent capturés par les envahisseurs.

### Expédition française
Au dix-neuvième siècle, comme les puissances étrangères cherchaient à entrer en Corée par bateau, Ganghwa devint un point de contact plutôt qu'un refuge. Au début du XIXe siècle, le christianisme (sous sa forme catholique) fut introduit en Corée malgré sa proscription officielle par la cour coréenne. En 1866, en réaction aux conversions de plus en plus nombreuses de Coréens ainsi qu'aux humiliations subies par la Chine de la part des Occidentaux pendant les guerres de l'opium, la cour sévit brutalement contre les missionnaires français illégaux.  Des missionnaires catholiques français et des Coréens convertis furent jugés, condamnés et exécutés. La même année la France lança une expédition punitive commandée par le contre-amiral Pierre-Gustave Roze, envahissant et occupant des portions de l'Île de Ganghwa à l'automne 1866.
Lors d'une première bataille, la division d'infanterie coréenne éprouva de lourdes pertes et le général Yang Haun-Soo conclut que seule une forte division de cavalerie pourrait affronter la puissance de feu des Français. Une embuscade tendue par les forces coréennes à un détachement français qui essayait d'occuper le Temple de Cheondeung, point stratégique sur la côte sud de l'île, lui causa des pertes. Se rendant compte qu'ils étaient de loin inférieurs en nombre et en puissance de feu, les Français furent contraints d'abandonner l'île et de renoncer à leur expédition. L'ensemble de cet événement passa à l'histoire sous le nom de Byeong-in yang-yo, ou les troubles, "yang-yo",  dus aux étrangers pendant l'année "byeong-in" (1866).

### Expédition américaine
Une force navale américaine de 1 200 marins et marines basée en Chine se rendit dans l'île en mai 1871, avec comme prétexte l'incident du General Sherman, navire américain qui avait été détruit à Pyongyang en 1866 ; l'objectif de l'expédition, en fait, était d'établir des relations commerciales et diplomatiques avec la Corée. Dans le cas du General Sherman, c'étaient d'ailleurs les Américains qui avaient tué des Coréens, pillé la région côtière et enlevé un officier militaire ; aussi la population coréenne exaspérée avait-elle mis le feu au navire. Le manque d'entente entre les deux côtés aboutit au conflit. Le contre-amiral Rodgers qui commandait la flotte essayait de trouver une voie navigable directe vers la capitale coréenne Hanyang (aujourd'hui Séoul). Il parvint à s'approcher de l'île et prit contact avec les Coréens. Lors de la première entrevue, les Américains prévinrent les Coréens que la flotte ne ferait qu'explorer la région et qu'ils ne devaient donc pas s'inquiéter. Mais, quand la flotte dépassa les limites territoriales de la Corée, la forteresse ouvrit le feu. Devant cette agression, le général Rodgers demanda qu'on négociât, à quoi les Coréens répondirent : « Nous avons vécu 4 000 ans sans le moindre traité avec vous et nous ne voyons pas la raison pour laquelle nous ne devrions pas continuer à vivre comme nous l'avons fait. » Comme les canons coréens n'arrivaient pas à viser correctement en raison d'erreurs de visée, les obus manquèrent les navires, ce qui permit à la flotte américaine de bombarder les forteresses et de les conquérir avec son infanterie. L'ensemble de cet événement passa à l'histoire sous le nom de Sinmiyangyo, ou les troubles, yang-yo, dus aux étrangers pendant l'année shinmi (1866).

### Expédition japonaise
En 1875 un navire japonais, le Unyo, fit des explorations dans des zones restreintes, théoriquement pour faire des relevés du littoral, et il tira quelques coups sur la forteresse de l'île. Quand un bateau chargé d'un équipage fut envoyé vers l'île, les Coréens tirèrent quelques coups de canon (ce que l'on appela l'incident de l'île de Ganghwa). Les Japonais soutinrent que c'était une agression et exigèrent un traité. Au début de l'année suivante, le Japon envoya une force navale importante et le Traité de Ganghwa, premier d'une série de traités inéquitables pour la Corée fut conclu. Cet accord, signé sur l'Île de Ganghwa, ouvrait officiellement la Corée au commerce japonais pour la première fois pendant le XIXe siècle (même si le commerce avait vraiment existé avant que le Japon s'occidentalisât et que la Corée fût devenue un royaume isolé).

### Climat
| Mois                                             | jan.       | fév.       | mars       | avril     | mai      | juin      | jui.      | août      | sep.      | oct.      | nov.      | déc.       | année      |
| ------------------------------------------------ | ---------- | ---------- | ---------- | --------- | -------- | --------- | --------- | --------- | --------- | --------- | --------- | ---------- | ---------- |
| Température minimale moyenne (°C)                | −8,1       | −5,8       | −0,6       | 5,3       | 11       | 16,3      | 20,6      | 21,2      | 15,6      | 8,1       | 1,2       | −5,7       | 6,6        |
| Température moyenne (°C)                         | −3,2       | −0,7       | 4,6        | 10,7      | 16       | 20,5      | 23,7      | 24,7      | 20,2      | 13,7      | 6,3       | −0,9       | 11,3       |
| Température maximale moyenne (°C)                | 1,7        | 4,5        | 9,8        | 16,2      | 21,4     | 25,4      | 27,6      | 29        | 25,5      | 19,5      | 11,5      | 3,9        | 16,3       |
| Record de froid (°C) date du record              | −22,5 1981 | −19,4 1986 | −11,3 1977 | −4,4 1972 | 1,6 1982 | 6,9 1981  | 12,7 1976 | 12,5 1993 | 3 1987    | −4,2 1980 | −12 1972  | −19,8 1983 | −22,5 1981 |
| Record de chaleur (°C) date du record            | 12,6 2002  | 17,4 2009  | 22,3 2014  | 29,2 2012 | 31 1993  | 33,2 1984 | 35,5 1994 | 35,8 2014 | 31,7 1998 | 28,3 2019 | 23,8 2011 | 16 2004    | 35,8 2014  |
| Ensoleillement (h)                               | 186,2      | 186,5      | 217        | 221,7     | 235,3    | 208,5     | 153       | 184,9     | 203,8     | 214,3     | 166       | 171,8      | 2 349      |
| Précipitations (mm)                              | 15,6       | 22,5       | 31,4       | 64,9      | 110,9    | 110       | 355,6     | 300,4     | 131,5     | 55,8      | 46,3      | 21,3       | 1 266,2    |
| Nombre de jours avec précipitations              | 5          | 4,8        | 6          | 7,5       | 8,2      | 8,6       | 14,1      | 11,9      | 7,4       | 5,6       | 7,5       | 6,6        | 93,2       |
| dont nombre de jours avec précipitations ≥ 10 mm | 0,4        | 0,8        | 0,9        | 2,1       | 3,2      | 3,1       | 7,1       | 5,5       | 2,9       | 1,5       | 1,5       | 0,6        | 29,6       |
| Humidité relative (%)                            | 63,6       | 61         | 61,4       | 62,4      | 68,6     | 75,1      | 82,8      | 79,9      | 73,8      | 68,9      | 67,8      | 65,4       | 69,2       |

| Diagramme climatique                                  |             |             |             |             |             |               |             |               |             |             |             |
| J                                                     | F           | M           | A           | M           | J           | J             | A           | S             | O           | N           | D           |
| 1,7−8,115,6                                           | 4,5−5,822,5 | 9,8−0,631,4 | 16,25,364,9 | 21,411110,9 | 25,416,3110 | 27,620,6355,6 | 2921,2300,4 | 25,515,6131,5 | 19,58,155,8 | 11,51,246,3 | 3,9−5,721,3 |
| Moyennes : • Temp. maxi et mini °C • Précipitation mm |             |             |             |             |             |               |             |               |             |             |             |